# 危地马拉—委内瑞拉关系
危地马拉－委内瑞拉关系（西班牙語：Relaciones Guatemala-Venezuela）是指危地马拉和委内瑞拉之间的双边关系。

## 历史
危地马拉与委内瑞拉两国曾在1890年10月31日建立外交关系。2020年1月16日，随着委内瑞拉总统与议长地位危机的爆发，危地马拉总统亚历杭德罗·贾马太宣佈切斷與委內瑞拉馬杜羅政府的外交關係，承认瓜伊多为合法总统，并要求委内瑞拉政府关闭该国驻危地马拉的大使馆，危地马拉亦裁撤了驻委内瑞拉的大使馆。但瓜地馬拉在断交后保留了位于马拉开波的名誉领事馆，以维持民间交流。